# Enrico Marone
Enrico Eugenio Antonio Marone Cinzano (Turín, 15 de marzo de 1895 – Ginebra, 23 de octubre de 1968), I conde Marone-Cinzano fue un empresario y aristócrata italiano, y primer conde Marone-Cinzano (los títulos de nobleza fueron no reconocidos desde el 1 de enero de 1948; además, a los ennoblecidos por el fascismo, entre 1922 y 1943, no se les reconoció siquiera el uso del "predicado" nobiliario).

## Biografía
Enrico Eugenio Antonio fue hijo de Alberto Marone y su esposa Paola Cinzano, perteneciente de una importante familia de empresarios turinesa, conocidos por crear el famoso vermú Cinzano, hoy propiedad del Grupo Campari.
En primeras nupcias, el 25 de abril de 1928 se casó en París con Noemí Rosa de Alcorta y García-Mansilla (Buenos Aires, 26 de febrero de 1907 – París, 9 de noviembre de 1937), y fueron padres de tres hijos; el varón, Alberto Paolo Rodolfo Marone-Cinzano y Alcorta (Turín, 2 de marzo de 1929 – fallecido en accidente de automóvil en Santa Eufemia, Córdoba, el 26 de octubre de 1989), y las dos hijas, Consuelo Paola Gloria y Rosa Ana Marone-Cinzano y Alcorta. 
Ya viudo, contrajo matrimonio con la infanta María Cristina de Borbón y Battenberg, el 10 de junio de 1940 en la Basílica de San Camilo de Lelis de Roma. Previo a su matrimonio con la infanta española, el rey Víctor Manuel III de Italia, le otorgó el título nobiliario de I Conde de Marone-Cinzano, para que no existiese así tanta diferencia de rango social.
El matrimonio tuvo cuatro hijas: 
- Vittoria Eugenia Alfonsa Alberta del Pilar Enrica Paola Marone-Cinzano (nacida en Turín, 5 de marzo de 1941), casada en Ginebra el 12 de enero de 1961 con José Carlos Álvarez de Toledo y Gross (Málaga, 7 de noviembre de 1929 – Madrid, 19 de marzo de 2000), VI marqués de Casa Loring y VIII conde de Villapaterna, tuvieron cuatro hijos: 
  - Vittoria Eugenia Álvarez de Toledo y Marone-Cinzano (nacida en Málaga, el 8 de octubre de 1961), VII marquesa de Casa Loring, casada en Madrid el 29 de septiembre de 1982 con Alfonso Codorniú y Aguilar (nacido en Madrid, el 24 de abril de 1954), tuvieron tres hijos: 
    - Jaime Codorniú y Álvarez de Toledo (nacido en Madrid, el 15 de febrero de 1985)
    - Ana Codorniú y Álvarez de Toledo (nacida en Madrid, el 24 de enero de 1987)

  - Francisco de Borja Álvarez de Toledo y Marone-Cinzano (nacido en Málaga, el 25 de marzo de 1964), IX conde de Villapaterna, casado en Waltham, Massachusetts, Estados Unidos, el 25 de julio de 1993 con Jill Schlanger (nacida en Scranton, Pensilvania, Estados Unidos, el 30 de abril de 1957), tuvieron dos hijos: 
    - Daniel Álvarez de Toledo y Schlanger (nacido en Madrid, el 1 de junio de 1995)
    - Jacobo Álvarez de Toledo y Schlanger (nacido en Madrid, el 20 de marzo de 1997)

  - Marco Alfonso Álvarez de Toledo y Marone-Cinzano (nacido en Málaga, el 23 de enero de 1965), es sacerdote Misionero del Espiritu Santo, vive en México.
  - Gonzalo Álvarez de Toledo y Marone-Cinzano (nacido en Madrid, el 1 de octubre de 1973), no se ha casado ni tiene descendencia.
- Giovanna Paola Gabriella Marone-Cinzano (nacida el 31 de enero de 1943), casada en primeras nupcias en San Martino di Zoagli-Rapallo el 24 de julio de 1967 y divorciada en 1980 de Jaime Galobart de Satrústegui (Barcelona, el 4 de febrero de 1935 - Madrid, 31 de octubre de 2010), con descendencia, y casada en segundas nupcias en Lisboa el 4 de agosto de 1989 con Luis Ángel Sánchez-Merlo y Ruiz (nacido en Valladolid, el 10 de octubre de 1947), sin descendencia: 
  - Alfonso Alberto Galobart y Marone-Cinzano (nacido en Madrid, el 12 de abril de 1969), casado en Madrid el 26 de junio de 1998 con Alejandra Kindelán y Oteyza (nacida en Caracas, el 12 de septiembre de 1971), tienen dos hijos: 
    - Andrea Galobart y Kindelán (nacida el 6 de diciembre de 1999)
    - Alfonso Galobart y Kindelán (15 de febrero de 2002)
- Maria Theresa Beatrice Marone-Cinzano (nacida en Lausanne, el 4 de enero de 1945), casada en Ginebra el 22 de abril de 1967 y divorciada en 1989 de José María Ruiz de Arana y Montalvo (Madrid, 27 de abril de 1933 – Madrid, 30 de abril de 2004), XVII duque de Baena, XVII duque de Sanlúcar la Mayor, XV marqués de Villamanrique, XIII marqués de Castromonte, V de Brenes, VIII conde de Sevilla la Nueva y V vizconde de Mamblas, tuvieron descendencia:
  - María Cristina del Carmen Margarita Ruiz de Arana y Marone-Cinzano (nacida en Madrid, el 25 de marzo de 1968), XVIII duquesa de Sanlúcar la Mayor, soltera y sin descendencia
  - Isabel Alfonsa Ruiz de Arana y Marone-Cinzano (nacida en Madrid, el 17 de mayo de 1970), XVI marquesa de Villamanrique, casada con Ignacio Izuzquiza y Fernández (nacido en Madrid, el 6 de mayo de 1970), es su hija: 
    - Cristina Izuzquiza y Ruiz de Arana (nacida el 30 de agosto de 2002)

  - Inés Ruiz de Arana y Marone-Cinzano (nacida en Madrid, el 27 de diciembre de 1973), VI marquesa de Brenes, soltera y sin descendencia
- Anna Alessandra (Anna Sandra) Marone-Cinzano (nacida en Turín, el 21 de diciembre de 1948), casada en primeras nupcias en Turín el 7 de diciembre de 1968 y divorciada en 1975 de Gian Carlo Stavro di Santarosa (nacido en Friburgo, el 25 de mayo de 1944), con descendencia, y casada en segundas nupcias en Londres el 24 de julio de 1986 con Fernando Schwartz y Girón (nacido en Ginebra, el 16 de noviembre de 1937), no tuvieron hijos: 
  - Astrid Christina Antonia Stavro di Santarosa (nacida en Trieste, el 24 de abril de 1972)
  - Yara Paola Stavro di Santarosa (nacida en Trieste, el 29 de junio de 1974)

Enrico fue voluntario en el Regio Esercito tras el estallido de la Primera Guerra Mundial, donde obtuvo el grado de teniente. También fue Presidente del Turín Fútbol Club de 1924 a 1927 y Presidente de la Cámara de Comercio de Turín.
El conde fue enterrado en el panteón Marone-Cinzano en Turín, Italia. 
| Predecesor: Título de nueva creación | Conde Marone-Cinzano 13 de mayo de 1940 –1968 | Sucesor: Alberto Paolo |

## Palmarés
- Campeonato Italiano: 1

Turín:  1927-1928